# Ceroplastes
I Ceroplasti o cocciniglie elmetto (Ceroplastes Gray, 1828) sono un genere di insetti della famiglia dei Coccidae (Rhynchota: Homoptera). La singolare forma della protezione cerosa ricorda in diverse specie i Molluschi sessili come le patelle e i Cirripedi, ispirandone peraltro il nome (es. C. cirripediformis).

## Descrizione
I ceroplasti sono caratterizzati dalla conformazione della copertura cerosa che protegge il corpo delle femmine adulte e delle neanidi di 3ª età. L'emissione di cera forma delle placche che si dispongono a raggiera perifericamente rispetto ad una placca dorsale più ampia; quest'ultima è in genere spiccatamente convessa e levigata. Nel complesso la copertura cerosa, molto più grande del corpo della femmina, ha una forma più o meno regolarmente emisferica, giustificando il nome vernacolare attribuito alle specie più comuni in Italia, cocciniglia elmetto. Il colore varia dal bianco candido al bianco-rosato, al bianco-grigiastro, al rosa. Le placche periferiche sono in numero di 6 o 8, una frontale, una caudale e 4-6 laterali; al centro presentano una depressione ombelicata da cui emerge una protuberanza di emissione cerosa; una simile conformazione può avere anche la placca dorsale che, in alternativa, si presenta liscia (es. Ceroplastes ceriferus).
Il corpo della femmina è involuto come nella generalità dei Coccidae, con zampe e antenne rudimentali. I maschi hanno invece uno sviluppo completo e sono alati.
Le neanidi di 1ª e 2ª età hanno una forma ellittica, più o meno allungata, e portano emissioni cerose periferiche che conferiscono un aspetto stellato.

## Biologia
I ceroplasti sono ovipara e si riproducono per anfigonia o, spesso, per partenogenesi. Le uova sono deposte in una camera inframmezzata fra il corpo della femmina e il substrato. La fecondità è notevole: ogni femmina depone in media, secondo la specie, da 1000 a 2000 uova, con punte massime che possono raggiungere le 4000 uova, come ad esempio in Ceroplastes sinensis.

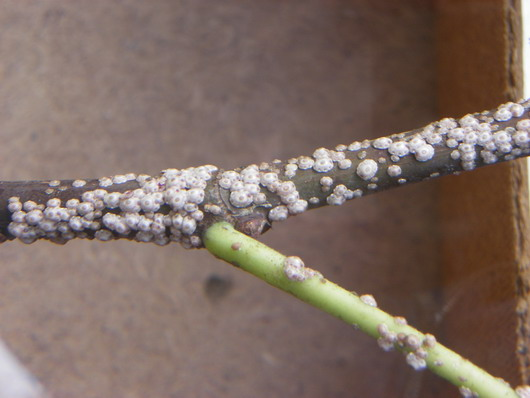
C. rusci su fico.

Lo sviluppo postembrionale si svolge attraverso 3 stadi di neanide nella femmina e 2 stadi di neanide e due ninfali (pupa e prepupa) nel maschio. Il ciclo, nelle regioni temperate, è generalmente univoltino (una generazione l'anno), con un'eventuale seconda generazione per alcune specie. Lo svernamento ha luogo allo stadio di femmina adulta fecondata, oppure di neanide femminile di 3ª età e di pupa e adulto maschili.
Pur essendo talvolta associati preferibilmente, secondo la specie e la regione, a determinate specie botaniche, i ceroplasti sono cocciniglie polifaghe che si insediano sempre su piante legnose arboree o arbustive. Gli organi colpiti sono i germogli, i rametti, le foglie.

## Danni e controllo

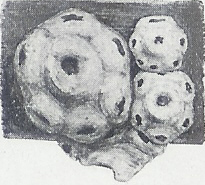
C. sinensis.

I danni consistono nel deperimento progressivo dell'ospite, in caso di forte infestazione, sia per la sottrazione della linfa sia per l'ostacolo alla fotosintesi causato dallo sviluppo della fumaggine sulla melata. Fra le piante di interesse agrario, in Italia, sono particolarmente interessati gli agrumi e il fico, oltre ad un elevato numero di essenze legnose di interesse ornamentale o impiegate nel verde urbano in parchi e giardini.
In genere, in ambienti poco degradati, i ceroplasti sono controllati da numerosi nemici naturali, che per lo più si annoverano fra i Coccinellidi, fra i predatori, e i Calcidoidei fra i parassitoidi. L'eventuale assenza o rarefazione degli antagonisti naturali, dovuta a situazioni di degrado ambientale o di condizioni ambientali sfavorevoli agli ausiliari o di recente introduzione di ceroplasti esotici in nuove regioni possono comportare incrementi della popolazione tali da causare danni di una certa rilevanza.

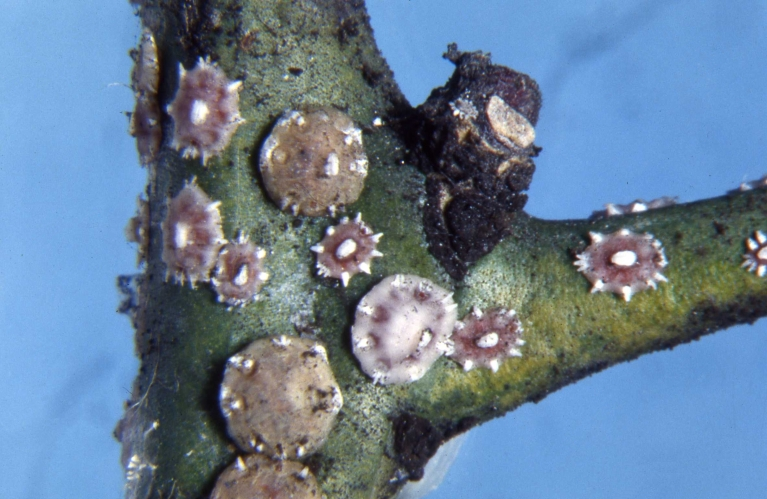
C. japonicus.

Le infestazioni non sono di facile controllo in quanto la copertura cerosa, alquanto spessa, ha un notevole effetto protettivo nei confronti dei trattamenti insetticidi. Gli interventi chimici effettuati sulle femmine adulte o sulle neanidi fisse sono perciò del tutto inutili ed hanno, anzi, effetti negativi in quanto possono ripercuotersi a danno degli antagonisti.
La lotta chimica va effettuata nell'unico stadio vulnerabile, quello di neanide mobile (1ª età) e va fatto, perciò poco tempo dopo l'inizio delle ovideposizioni in un periodo che, secondo la specie e la regione, si colloca fra la tarda primavera e l'inizio dell'estate. Gli insetticidi usati, tradizionalmente, sono gli oli bianchi, puri o attivati con fosforganici, ai quali si sono aggiunti, di recente, i regolatori di crescita come insetticidi di quarta generazione.

## Sistematica

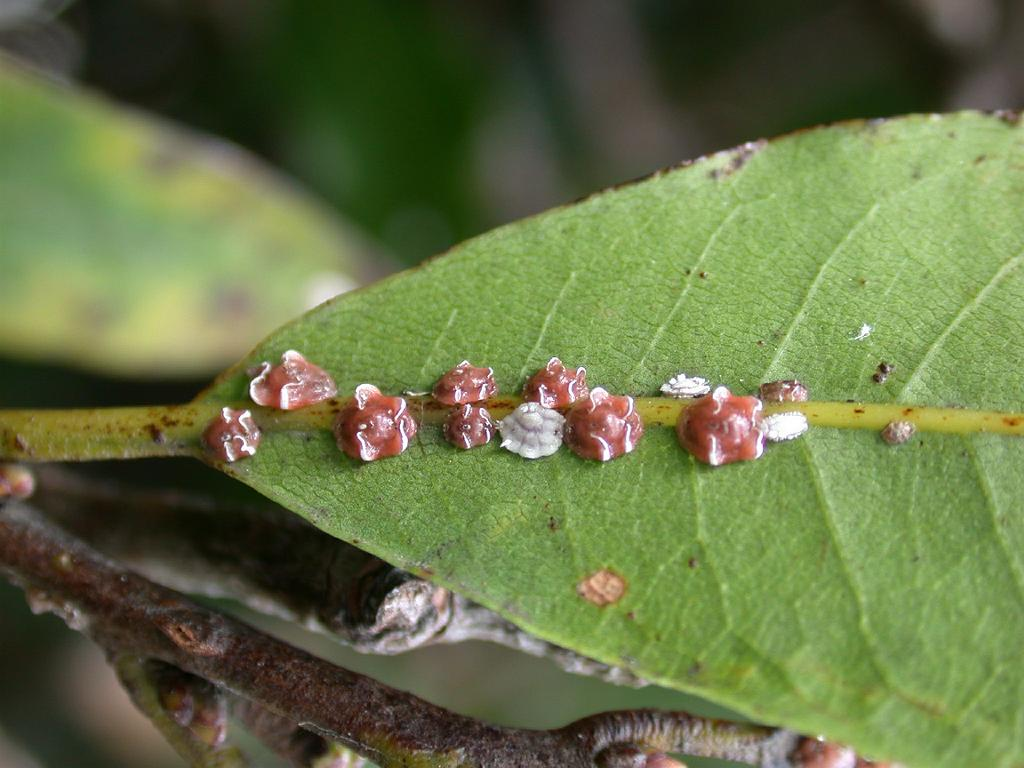
C. rubens.

Il genere, diffuso prevalentemente nelle regioni tropicali e subtropicali, comprende circa un centinaio di specie. Le specie presenti in Italia sono le seguenti:
- Ceroplastes cirripediformis. Di origine asiatica, è attualmente diffuso in diversi continenti (Europa, Asia, Australia, America). In Europa è citata la sua presenza in Grecia e Italia[1], ma secondo la lista di Fauna Italia non si hanno riferimenti certi[2].
- Ceroplastes ceriferus (Ceroplaste indiano). Di origine asiatica, si è diffuso anche in America, Australia ed Europa, dove risulta in espansione. In Italia è comparso nel 2001 e attualmente ha ancora un areale circoscritto ad alcune stazioni del Veneto, della Lombardia e dell'Emilia-Romagna. Rappresenta una delle emergenze nazionali fra i ceroplasti perché a causa della recente introduzione non è ancora presente un'entomofauna antagonista. Attacca un notevole numero di specie legnose di interesse ornamentale.

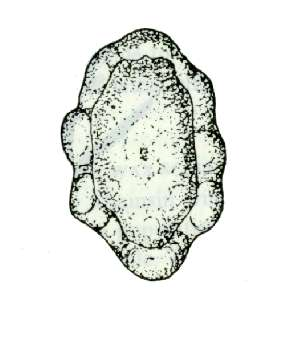
C. floridensis.

- Ceroplastes floridensis. Di origine americana, si è diffuso in tutti i continenti ed è associato prevalentemente agli agrumi. Nel bacino mediterraneo è da tempo presente in Israele, dove sostituisce il Ceroplastes sinensis sugli agrumi[3]. È inoltre citata la sua presenza nel Nordafrica, in Grecia, in diverse isole dell'Egeo, in Francia, nelle Isole Azzorre, a Madera, nei Paesi Bassi e in Italia[4]. In Italia sarebbe presente solo in Liguria[2].
- Ceroplastes japonicus (Ceroplaste del Giappone). Di origine asiatica, è comparso nell'Italia settentrionale nel 1984, da dove si è diffuso in tutta la penisola, mentre è invece assente nell'Italia insulare. In Europa è inoltre citata la diffusione in Francia e in Slovenia. È prevalentemente associato al kaki e all'alloro, ma attacca anche numerose specie legnose di interesse ornamentale. Rappresenta una delle principali emergenze nazionali, fra i ceroplasti, in quanto per la recente introduzione non si è ancora pienamente evoluta un'efficace entomofauna antagonista.
- Ceroplastes rusci (Cocciniglia del fico o ceroplaste del fico). Di origine asiatica, è naturalizzato nelle regioni mediterranee da secoli, dove è comune e infeudato prevalentemente al fico. Attacca anche diverse piante legnose di interesse ornamentale. Deve il suo nome ad uno dei suoi ospiti, il Ruscus aculeatus (pungitopo).

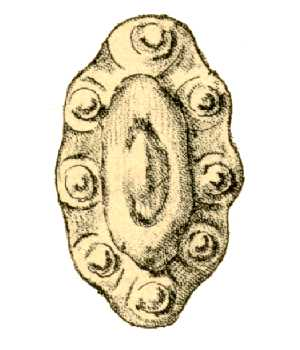
C. ceriferus.

- Ceroplastes sinensis (Cocciniglia elmetto degli agrumi o ceroplaste cinese). Di origine asiatica, questa cocciniglia comparve in Italia alla fine del XIX secolo. È uno dei ceroplasti più comuni e più dannosi in Italia, associato agli agrumi.

Altre specie esotiche segnalate in Europa ma di cui non è ancora citata la presenza in Italia sono Ceroplastes actiniformis (Isole Canarie) e Ceroplastes rubens (Paesi Bassi).